# Carroll megye (New Hampshire)
Carroll megye az Amerikai Egyesült Államokban, azon belül New Hampshire államban található. Megyeszékhelye Ossipee, legnagyobb városa Conway. Lakosainak száma 50 107 fő (2020. április 1.). Carroll megye Oxford, Strafford, Belknap, York, Grafton és Coös megyékkel határos.

## Népesség
A megye népességének változása:
| Lakosok száma | 47 806 | 47 733 | 47 669 | 47 499 | 47 285 | 50 107 |
|               | 2010   | 2011   | 2012   | 2013   | 2015   | 2020   |